# Gustave Soenens
Gustave Jean Soenens (Kortrijk, 23 januari 1829 - Brugge, 25 december 1899) was een Belgisch volksvertegenwoordiger en advocaat.

## Levensloop
Soenens was de zoon van schoenmaker Jean-Baptiste Soenens (1792-1870) en van Jeanne Deboosere. Zelf trouwde hij met Justine Bosschaert uit Deinze. 
In 1851 behaalde hij het doctoraat in de rechten (Katholieke Universiteit Leuven) en werd hij advocaat bij de Balie van Brugge. In 1879-1881 was hij stafhouder van de Brugse balie.
Soenens was actief in katholieke en menslievende organisaties. Hij was voorzitter van de kerkfabriek van Sint-Gillis. Hij was ook armenmeester op de Sint-Walburgaparochie, nadat hij van de Vlamingstraat verhuisd was naar de Riddersstraat. In 1876, nadat de katholieke meerderheid in de Brugse gemeenteraad was tot stand gekomen, werd hij lid van het Bureel van Weldadigheid en werd er in 1880 voorzitter van. Hij werd ook voorzitter van de besturende commissie van de Berg van Barmhartigheid. Hij werd kamerheer van de Paus.
Naast erevoorzitter van het Brugse Davidsfonds en ondersteuner van de eisen van de Vlaame Broederbond, was Soenens lid van de katholieke kiesvereniging La Concorde en voorman van de katholieke partij. Van juni 1863 tot januari 1864 was hij katholiek volksvertegenwoordiger. De verkiezingen werden ongeldig verklaard en na herverkiezing in januari 1864 was Soenens opnieuw volksvertegenwoordiger tot in augustus 1864. Er  was toen opnieuw verkiezing en ditmaal gingen alle zetels naar liberale kandidaten. Toen in de jaren zeventig opnieuw katholieke kandidaten werden verkozen, was Soenens geen kandidaat meer.
Het echtpaar Soenens-Bosschaert had verschillende kinderen, onder wie:
- Joseph Soenens (1853-1912) die priester werd en secretaris van het bisdom Brugge
- Maria Soenens, die trouwde met Jules Hoornaert. Dit maakte haar de schoonzus van kanunnik Hector Hoornaert (1851-1922), oprichter van een vrouwelijke congregatie in het Brugse Begijnhof, historicus en schrijver, en de moeder van kanunnik Rodolphe Hoornaert (1886-1969), die het werk van zijn oom verderzette.

## Publicaties
- Des fabriques d'église et de la liberté de l'église catholique, suivi d'un examen des réformes de la législation du culte en Belgique, Leuven, 1862
- Mémoire en cause de la fabrique de l'église de Notre-Dame de Bruges contre le bureau de bienfaisance de Bruges, Brugge, E. Gailliard, 1867
- Mémoire pour servir aux plaidoiries dans la cause de la fondation Van Zuutpeene-de la Motte contre la ville d'Ypres, Brugge, E. Gailliard, 1869-1870